# Saint-Martin-de-Mâcon
Saint-Martin-de-Mâcon är en kommun i departementet Deux-Sèvres i regionen Nouvelle-Aquitaine i västra Frankrike. Kommunen ligger i kantonen Thouars 1er Canton som tillhör arrondissementet Bressuire. År 2022 hade Saint-Martin-de-Mâcon 320 invånare.

## Befolkningsutveckling
Antalet invånare i kommunen Saint-Martin-de-Mâcon
| Referens: INSEE |